# Episodi di Carmen Sandiego (seconda stagione)
La seconda stagione della serie animata Carmen Sandiego, composta da 10 episodi, è stata interamente distribuita su Netflix il 1º ottobre 2019, in tutti i paesi in cui il servizio è disponibile.
Un episodio speciale interattivo è stato successivamente pubblicato il 10 marzo 2020.
| nº                            | Titolo originale                   | Titolo italiano                                          | Pubblicazione originale | Pubblicazione Italia |
| ----------------------------- | ---------------------------------- | -------------------------------------------------------- | ----------------------- | -------------------- |
| 1                             | The Hot Rocks of Rio Caper: Part 1 | Il caso delle pietre di Rio che scottano (prima parte)   | 1º ottobre 2019         | 1º ottobre 2019      |
| 2                             | The Hot Rocks of Rio Caper: Part 2 | Il caso delle pietre di Rio che scottano (seconda parte) | 1º ottobre 2019         | 1º ottobre 2019      |
| 3                             | The Daisho Caper                   | Il caso del daisho                                       | 1º ottobre 2019         | 1º ottobre 2019      |
| 4                             | The Fashionista Caper              | Il caso dei fashionisti                                  | 1º ottobre 2019         | 1º ottobre 2019      |
| 5                             | The Boston Tea Party Caper         | Il caso del Boston Tea Party                             | 1º ottobre 2019         | 1º ottobre 2019      |
| 6                             | The Need For Speed Caper           | Il caso della corsa a tutta velocità                     | 1º ottobre 2019         | 1º ottobre 2019      |
| 7                             | The Crackle Goes Kiwi Caper        | Il caso di Crackle in Nuova Zelanda                      | 1º ottobre 2019         | 1º ottobre 2019      |
| 8                             | The Stockholm Syndrome Caper       | Il caso della sindrome di Stoccolma                      | 1º ottobre 2019         | 1º ottobre 2019      |
| 9                             | The African Ice Caper              | Il caso del ghiaccio africano                            | 1º ottobre 2019         | 1º ottobre 2019      |
| 10                            | The Deep Dive Caper                | Il caso del tuffo in profondità                          | 1º ottobre 2019         | 1º ottobre 2019      |
| Episodio speciale interattivo |                                    |                                                          |                         |                      |
| SP                            | To Steal or Not to Steal           | Rubare o non rubare?                                     | 10 marzo 2020           | 10 marzo 2020        |

## Il caso delle pietre di Rio che scottano (prima parte)
- Titolo originale: The Hot Rocks of Rio Caper: Part 1
- Diretto da: Jos Humphrey
- Scritto da: Becky Tinker

### Trama
Una settimana dopo aver appreso il vero allineamento di Shadowsan, la mente di Carmen è troppo distratta e armeggia in una missione a Praga, ma ha ancora un indizio sull'Alessandrite non tagliata, apprendendo che VILE sta vendendo la fonte di pietra per il finanziamento a Rio de Janeiro . La Facoltà discute il destino di Shadowsan poiché è scomparso, poiché Le Chevre riferisce il successo della missione nell'estrazione di Alessandrite. Nel frattempo, Devineaux si sveglia finalmente dal coma e fornisce dettagli su Brunt e Shadowsan, ma il capo lo fa mettere in congedo permanente per la sua incoscienza ed è costretto a tornare all'Interpol .svolgere un noioso lavoro d'ufficio; Argent è in coppia con l'agente Zari e inviato a Rio dopo che CrimeNet ha dedotto che Carmen fosse lì. A Rio, Zack e Ivy ottengono informazioni da uno spacciatore e incontrano Le Chevre che fugge. Carmen dà la caccia ma la sua mente ancora una volta si distrae e perde Le Chevre nel quartiere. Una Carmen angosciata viene invitata a cena da una famiglia gentile e la informano di un probabile rifugio VILE. Lì, Carmen trova un tunnel per l'operazione mineraria VILE, ma viene catturata da Tigress, Le Chevre ed El Topo. Shadowsan quindi esce dall'ombra per congratularsi con loro.

## Il caso delle pietre di Rio che scottano (seconda parte)
- Titolo originale: The Hot Rocks of Rio Caper: Part 2
- Diretto da: Kenny Park
- Scritto da: Greg Ernstrom

### Trama
Shadowsan spiega agli agenti VILE della sua scarsità di essere sulle tracce di Carmen fingendo di guadagnarsi la sua fiducia, ma rilascia una frase in codice che informa Carmen della sua vera fedeltà. Quando Le Chevre afferma un'inesattezza, Shadowsan usa la sua posizione per trattenerlo e porta via Carmen. Tigress informa la Facoltà di Shadowsan che è lì, raccontando la sua storia che rivela il suo tradimento, e contemplano l'entità della sua infiltrazione. Altrove, l'equipaggio di Carmen decide di lavorare con Shadowsan per fermare il piano di VILE, mentre Argent e Zari seguono gli avvistamenti di Carmen. Durante il Carnevale di Rio, la squadra di Carmen si rende conto del piano di VILE di utilizzare il Carnevale come copertura per utilizzare un barca Duck per consegnare segretamente le gemme da Rio a Praga e trovare un galleggiante del drago randagio. Intercettando sull'acqua, Carmen e Shadowsan recuperano con successo le pietre preziose e travestono il galleggiante da papera per scappare. Carmen usa la sua fondazione di beneficenza, Black Sheep Inc., per aprire un fondo comunitario per la famiglia che le ha regalato la cena e i loro vicini, con il valore delle pietre preziose. Mentre Shadowsan riflette su cosa fare ora che ha fatto saltare la sua copertura, Carmen lo invita a unirsi a lei. Gli agenti Argent e Zari li trovano, ma perdono i ladri tra la folla, ma un'immagine catturata di Shadowsan collega inavvertitamente Carmen a VILE

## Il caso del daisho
- Titolo originale: The Daisho Caper
- Diretto da: Kenny Park
- Scritto da: Greg Ernstrom

### Trama
Mentre Carmen si sveglia a Matsumoto, Nagano in Giappone, Shadowsan è scomparso ancora una volta. Al castello di Matsumoto, scopre che la Katana di Shadowsan fa parte di un Daishō, rendendosi conto che ha rubato l'altra metà della coppia. Incontrandolo, Shadowsan mira a restituire la katana e Player li informa che la VILE sta complottando per rubare la spada corta per tirarlo fuori, portando Carmen a rubare la spada prima che la VILE possa farlo. Incontra Paper Star, che la distrae in modo che Lady Dokuso, un'agente veterana del VILE, possa recuperare il Tantō ; riferendo il suo successo, le viene offerto di sostituire Shadowsan se dovesse prevalere. Più tardi, Carmen affronta Shadowsan sull'importanza tra lui e le spade e sull'apprendimento del suo vero nome "Suhara" dal curatore, che si rivela essere suo fratello maggiore, Hideo. Shadowsan spiega che, mentre Hideo era soddisfatto del sostentamento del suo studioso, Suhara non si accontentava di vivere povero ed è diventato un ladro. Per mettersi alla prova, ha rubato la katana mentre Hideo ha salvato il Tantō, e da allora si è pentito della scelta. Ora capendo, Ivy disarma di nascosto le guardie prima che Shadowsan combatta, mentre Carmen combatte Paper Star per il Tantō e la intrappola. Mentre Dokuso avvelena Shadowsan facendolo paralizzare temporaneamente, Carmen arriva e costringe Dokuso a fuggire. Restituiscono il Daishō al castello di Matsumoto e Suhara implora Hideo. Anche se ancora non perdona Suhara, gli permette di restituire la spada. Shadowsan si unisce quindi all'equipaggio di Carmen, non chiamando più casa il Giappone.

## Il caso dei fashionisti
- Titolo originale: The Fashionista Caper
- Diretto da: José Humphrey
- Scritto da: Becky Tinker

### Trama
Dopo aver fallito nell'impedire all'agente VILE Dash Haber di rubare tessuti intelligenti in Grecia, Player trova chiacchiere che guidano la squadra alla settimana della moda di Milano, dove verrà messo in atto il piano di VILE e Shadowsan deduce che la contessa Cleo e il dottor Bellum stanno lavorando insieme su un piano, probabilmente un'idea di un operativo che mira a sostituirlo come Facoltà. Il contabile della VILE Cookie Booker, nel tentativo di conquistare la vecchia sede di Shadowsan, si coordina con Bellum e Cleo in un piano per salvare la VILE dai debiti. Intercettando, Carmen scopre che Dash Haber sta aggiungendo il tessuto elegante all'abbigliamento delle top model per controllare mentalmente le modelle, parte del piano per fuggire con l'abbigliamento mediceo originale del XIV secolo. Dopo essere sfuggita all'ACME, Carmen chiede aiuto ad Argent per proteggere gli abiti e combatte i modelli controllati dalla mente in uno spazio appartato. Una volta che Shadowsan ruba il cappello armato di Haber, lui e Carmen distruggono i cappelli per il controllo mentale e fermano il piano di VILE. Portando Shadowsan in un negozio di abbigliamento, cambia il suo abbigliamento in qualcosa di non così ostentato come il suo Wafuku e Player trova una possibile posizione del quartier generale per l'equipaggio, che guarda caso è il magazzino della stessa marca del cappello di Carmen con cui è scappata. dall'isola. Sull'Isola di VILE, poiché la domanda di Booker come Facoltà viene respinta, si stanno cercando altri agenti per la posizione.

## Il caso del Boston Tea Party
- Titolo originale: The Boston Tea Party Caper
- Diretto da: Kenny Park
- Scritto da: Becky Tinker

### Trama
Mentre la squadra di Carmen esamina l'edificio del magazzino a San Diego per un possibile quartier generale della cancelleria, raccontano a Shadowsan la storia di come si sono incontrati per la prima volta durante la loro primissima rapina: il Donut Shop Caper. Un anno fa, Zack e Ivy erano una squadra di corse fratello-sorella che cercava di guadagnare premi in denaro per poter uscire da Southie, ma dopo che Zack perde contro il suo rivale, il cucchiaio d'argento, Trey Sterling e fa a pezzi la sua macchina nel Durante il processo, i fratelli hanno dovuto chiedere aiuto al gangster Shark Head Eddie, poiché è stato lui a prestare loro i soldi per l'auto. Eddie diede loro un lavoro semplice: rapinare un negozio di ciambelle che, secondo Eddie, era una copertura per la mafia. Fu lì che incontrarono Carmen, che doveva tenerli al sicuro poiché VILE utilizzava il negozio di ciambelle come copertura per stampare denaro con piatti del tesoro rubati . Il piano di VILE era quello di stampare denaro come un modo per acquistare immobili di prima qualità a Boston per espandere la propria influenza e le proprie imprese. Nonostante gli sforzi di Carmen per tenerli lontani, i fratelli la aiutarono comunque a trovare e distruggere la stampa di denaro di VILE, organizzando il loro tea party. Rendendosi conto che non hanno nulla a Boston e per evitare Eddie, i fratelli decidono di unirsi a Carmen nelle sue avventure al trotto per il mondo. Ascoltando la loro storia, Shadowsan aggiunge anche che la Facoltà VILE non aveva idea di quanto Carmen fosse pericolosa per loro fino ad ora. Seguendo la storia, Player racconta il piano di VILE di rubare l'auto elettrica più veloce del mondo a Dubai, e la squadra riparte.

## Il caso della corsa a tutta velocità
- Titolo originale: The Need For Speed Caper
- Diretto da: Jos Humphrey
- Scritto da: Greg Ernstrom

### Trama
L'agente VILE "The Mechanic" arriva da Londra con un piano: rubare l'auto più avanzata del mondo per creare una flotta di auto VILE super-per la fuga. Mentre Shadowsan si coordina con Player, la squadra di Carmen va a Dubai per rubare la super macchina e tenerla lontana da VILE Mentre si infiltrano in un gala di Palm Jumeirah, Zack e Ivy incontrano Trey Sterling e suo padre Sterling Sterling, quest'ultimo che è di supporto ai due a differenza di Trey. Mentre l'azione si svolge, Zack viene infastidito dai poster di Trey e fa una scena in cui ruba l'auto che porta lui e Ivy in prigione. Tuttavia, Sterling Sr. impressionato li salva e offre loro un lavoro sotto di lui, mentre Carmen è arrabbiata per il fatto che abbiano rischiato la missione e li chiama dilettanti. Ciò porta i fratelli alla conclusione che non erano destinati alla vita da ladro e riflettono se accettare o meno l'offerta di Sterling Sr.. La mattina dopo, Zack e Ivy trovano Trey legato, realizzando che la sua "fidanzata" era un agente VILE, "The Driver", e la seguono attraverso Dubai . Scontrandosi con il meccanico e l'autista in un dirigibile in fuga, il Team Carmen salva l'auto. Successivamente, Carmen aspetta Zack e Ivy, che hanno rifiutato l'offerta di Sterling Sr. e la raggiungono. Come ringraziamento, Carmen acquista il magazzino per avere le due radici da chiamare casa, e Player poi chiama con un vantaggio a Mosca; Carmen e Shadowsan se ne vanno, mentre Zack e Ivy restano per ristrutturare la loro nuova casa.

## Il caso di Crackle in Nuova Zelanda
- Titolo originale: The Crackle Goes Kiwi Caper
- Diretto da: Jos Humphrey
- Scritto da: Steven Melching

### Trama
A Mosca, Shadowsan e Carmen incontrano Neal l'Anguilla al Cremlino, ma lui scappa. Player scopre che Neal ha rubato gli schemi del progetto dell'arma EMP "The Trip Wire" , che il Dr. Bellum probabilmente migliorerà. Con Neal coinvolto, Shadowsan deduce che il laboratorio di Bellum si trova in Nuova Zelanda. Player insiste che hanno bisogno di un elettricista esperto sul posto per gestire l'hacking della rete elettrica, suggerendo Crackle, nonostante il desiderio di Carmen di proteggere Graham. Continuando a reclutarlo a Sydney per "un'opera di beneficenza", lo portano in aereo ad Auckland. Mentre i ricordi di Graham nel VILE sono stati cancellati, Shadowsan rimane nel quartier generale del magazzino, senza rischiare di innescare ricordi o impulsi VILE. Nel laboratorio, Carmen cancella tutti i dati di Trip Wire, ma all'uscita incontra Neal. Mentre Graham inizia il "bis", si rende conto dell'inganno, entra nel laboratorio di Bellum e trova Carmen a metà strada. Espelle Graham sul tetto, ma Bellum tiene in ostaggio Auckland per la sua capitolazione. Sul tetto, l'addestramento VILE subconscio di Graham gli consente di sabotare il Trip Wire, che Bellum distrugge dopo l'attivazione. Carmen finalmente prende un caffè con Graham, contenta che VILE non sia a conoscenza del suo coinvolgimento. Altrove, ACME rintraccia Carmen e viene a sapere di Graham, credendo che sia utile.

## Il caso della sindrome di Stoccolma
- Titolo originale: The Stockholm Syndrome Caper
- Diretto da: Kenny Park e Mark West
- Scritto da: Benjamin Townsend

### Trama
Con solo quattro membri, la Facoltà del VILE si trova in un vicolo cieco sull'opportunità o meno di abbandonare l'Isola VILE. Alla fine decidono di farlo una volta che la loro classe attuale si sarà diplomata e li motiva a dare la caccia a Carmen Sandiego. Altrove a Stoccolma, Ivy si veste da Carmen per fare da esca con gli agenti dell'ACME, mentre Argent chiede al Capo di concederle la possibilità di reclutare Carmen, cosa che viene approvata. Da sola, Carmen trova e parla con Argent della possibilità di fermare un importante piano VILE; ma quando Zari si accorge che Ivy è un'esca, il piano di Argent viene revocato e Carmen viene invasa dagli agenti dell'ACME. Riuscendo a malapena a scappare, Carmen viene colpita dal gas tranquillante mentre scappa, facendola planare schiantandosi contro una foresta; e Argent è irritato dalle azioni di Chief. Nel frattempo, gli agenti VILE "Otter Man" e "Moose Boy" catturano Ivy, pensando che sia Carmen. Con entrambe le ragazze scomparse, Player ordina a Zack di trovare Ivy, confidando nelle capacità di sopravvivenza di Carmen, ma Carmen lotta per scappare da un burrone ghiacciato e sopravvivere al freddo. Mentre Ivy fugge da Otter e Moose, recupera anche i codici d'oro rubati , completando la missione originale di Carmen e si riunisce con Zack. Carmen usa con riluttanza la penna ACME Communicator di Argent, dopo averla rubata in precedenza, come ultima risorsa. Lo attiva per chiedere aiuto al Capo, ma sviene dal freddo prima di poter chiedere. Il capo ritiene che abbia avuto un congelamento e in seguito sia stata affidata alla sua squadra per ricevere cure mediche serie come dimostrazione di fiducia tra loro.

## Il caso del ghiaccio africano
- Titolo originale: The African Ice Caper
- Diretto da: Jos Humphrey
- Scritto da: Steven Melching

### Trama
La squadra di Carmen la ricovera in ospedale per cure, quindi la trasferisce al quartier generale mentre Shadowsan completa le sue missioni mentre si riprende. Nel frattempo, Devineaux analizza segretamente tutti i passatempi di Carmen, realizzando che l'unica anomalia è un'isola delle Isole Canarie senza dati e parte per indagare. Mentre Carmen lavora per riprendersi, si dirige in Botswana, dove Player si collega a un'operazione illegale di estrazione di diamanti. Nel frattempo, l'agente VILE "Roundabout" informa Maelstrom del coinvolgimento di Shadowsan in una missione, compromettendo la loro operazione mineraria. Mentre la squadra di Carmen scopre la portata dell'operazione e individua Brunt, Tigress mette all'angolo Carmen finché Zack e Ivy non aiutano a sottometterla. Carmen chiama il Capo per chiedere aiuto e, più tardi, Player trasmette un'immagine del Capo a Shadowsan, che la riconosce e gli chiede di tracciare il segnale. Mentre le autorità fanno irruzione nella miniera, sfuggono per un pelo a una trappola, dando "prova" a VILE della collusione di Carmen con ACME. Su un treno per l'aeroporto, Carmen promette a Chief un risultato migliore la prossima volta e viene successivamente catturata da Brunt e gli addetti alle pulizie. Al risveglio, Brunt non la uccide, ma la informa che Shadowsan ha ucciso suo padre la notte in cui "l'ha trovata", lasciandola legata e imbavagliata per riprendersi dalla rivelazione.

## Il caso del tuffo in profondità
- Titolo originale: The Deep Dive Caper
- Diretto da: Kenny Park e Mark West
- Scritto da: Duane Capizzi

### Trama
Carmen si avventura nell'ormai distrutta Isola di VILE per violare la banca dati principale. Devineaux, bloccato sull'isola seguendo le tracce di Carmen, appicca un incendio e viene poi salvato, ma viene licenziato durante la sua assenza. Con la scomparsa della vecchia base, la Facoltà chiama Roundabout per informarlo che è stato votato all'unanimità come quinto membro della facoltà e che il suo primo ordine del giorno è trovare un nuovo sito di trasferimento. Dopo aver recuperato i dati, Carmen scopre che suo padre era Dexter Wolfe, nome in codice "Lobo"; la VILE e predecessore di Shadowsan come insegnante di furtività e furto. Affrontando Shadowsan, rivela che Wolfe era per lo più assente come insegnante, ma dava sempre risultati positivi. La Facoltà venne poi a conoscenza del suo piano di lasciare la VILE, ordinando a Shadowsan di rimuoverlo. Dopo aver scoperto la vita familiare segreta di Wolfe, l'Interpol fece irruzione nella casa di Wolfe quella notte prima che Shadowsan potesse portare a termine la missione, e Wolfe fu accidentalmente ucciso dall'agente Tamara Fraser, l'attuale capo dell'ACME. Dopo aver bruciato la casa di Wolfe secondo il protocollo, Shadowsan salvò la piccola Carmen e la sua matrioska; la Facoltà ha quindi votato per mantenere segreto il suo lignaggio e introdurre Shadowsan al posto di Wolfe. Dopo che Player ha rintracciato il capo a Seattle, Carmen la affronta in un bar e lascia dietro di sé un disco dati VILE, che consente al giocatore di hackerare ACME e confermare l'account di Shadowsan. Da quel file, Carmen apprende anche che sua madre "Vera Cruz" ha simulato la sua morte e si trova da qualche parte nel mondo e ora si propone di trovarla come missione secondaria. Infuriato per l'hacking, il capo Fraser reintegra Devineaux per dare la caccia a Carmen, cosa che accetta con gioia.

## Rubare o non rubare?
- Titolo originale: To Steal or Not to Steal
- Diretto da: Jos Humphrey e Kenny Park
- Scritto da: May Chan

### Trama
Carmen, per liberare Zack e Ivy che sono stati rapiti, dovrà rubare alcuni manufatti per conto della V.I.L.E.